# Ubbedissen
Ubbedissen ist ein Stadtteil von Bielefeld in Nordrhein-Westfalen und gehört zum Stadtbezirk Stieghorst. Bis 1972 war Ubbedissen eine eigenständige Gemeinde im Amt Heepen des Kreises Bielefeld.

## Geografie
Die Stadt Bielefeld ist unterhalb der zehn Bezirke nicht weiter in administrative oder politische Einheiten gegliedert. Stadtteile sind in Bielefeld daher nur informelle Teilgebiete, deren Abgrenzung sich meist auf das Gebiet einer Altgemeinde bezieht. Zu statistischen Zwecken ist Bielefeld jedoch in 72 „statistische Bezirke“ eingeteilt. Die Altgemeinde Ubbedissen gehört heute zu den statistischen Bezirken 59 Dingerdissen und 60 Ubbedissen/Lämershagen.
Ubbedissen liegt im Osten von Bielefeld am nördlichen Rand des Teutoburger Waldes und grenzt an die Bielefelder Stadtteile Lämershagen, Hillegossen, Oldentrup und Brönninghausen sowie an die lippische Gemeinde Leopoldshöhe. Der mittlere Teil von Ubbedissen wird auch Frordissen genannt und der nördliche Teil auch Dingerdissen, der südlichste Teil mit der Hauptstraße ist Ubbedissen. Frordissen und Ubbedissen sind miteinander verschmolzen (die etwaige Grenze zwischen beiden bilden die Bahnstrecke bzw. die B66), zu Dingerdissen ist jedoch eine siedlungstechnische Abgrenzung zu erkennen.
Die östliche Grenze von Ubbedissen ist eine jahrhundertealte historisch bedeutsame Grenze, ursprünglich zwischen der Grafschaft Ravensberg und der Grafschaft Lippe, später zwischen Preußen und dem Fürstentum Lippe und heute zwischen der Stadt Bielefeld und dem Kreis Lippe. Ein historischer Grenzstein an der Detmolder Straße markiert diese alte Grenze.

## Geschichte
Im Jahr 1028 wurde bereits der Hof Dingerdissen erwähnt. Im weiteren Verlauf des Mittelalters bildeten sich auf dem Gebiet des heutigen Ortsteils die Bauerschaften Ubbedissen und Lippe, die zur Vogtei Heepen im Amt Sparrenberg der Grafschaft Ravensberg gehörten. In der Napoleonischen Zeit gehörten die beiden Bauerschaften von 1807 bis 1813 zum Kanton Heepen im Königreich Westphalen. Seit 1816 gehörten Ubbedissen und Lippe zum Kreis Bielefeld. Im Rahmen der Einführung der Westfälischen Landgemeindeordnung wurden die beiden Bauerschaften 1843 zur Landgemeinde Ubbedissen im Amt Heepen des Kreises Bielefeld zusammengefasst. Etwa seit Beginn des 20. Jahrhunderts lautete der amtliche Name der Gemeinde Ubbedissen-Lippe. Im September 1964 wurde der Name der Gemeinde durch einen Beschluss der Landesregierung von Nordrhein-Westfalen wieder in Ubbedissen geändert.
Im Rahmen der kommunalen Neugliederung des Raums Bielefeld wurde Ubbedissen am 1. Januar 1973 in die Stadt Bielefeld eingemeindet und gehört seitdem zum Stadtbezirk Stieghorst.

### Einwohnerentwicklung
| Jahr | Einwohner | Quelle |
| ---- | --------- | ------ |
| 1799 | 000487 1) | [ 9 ]  |
| 1822 | 000644 2) | [ 10 ] |
| 1843 | 1097      | [ 11 ] |
| 1864 | 1050      | [ 12 ] |
| 1910 | 1526      | [ 13 ] |
| 1939 | 2407      | [ 14 ] |
| 1950 | 3341      | [ 15 ] |
| 1961 | 3264      | [ 8 ]  |
| 1966 | 3249      | [ 16 ] |
| 1970 | 3453      | [ 8 ]  |
| 1972 | 3675      | [ 17 ] |
| 2008 | 6012      | [ 18 ] |

## Kirche

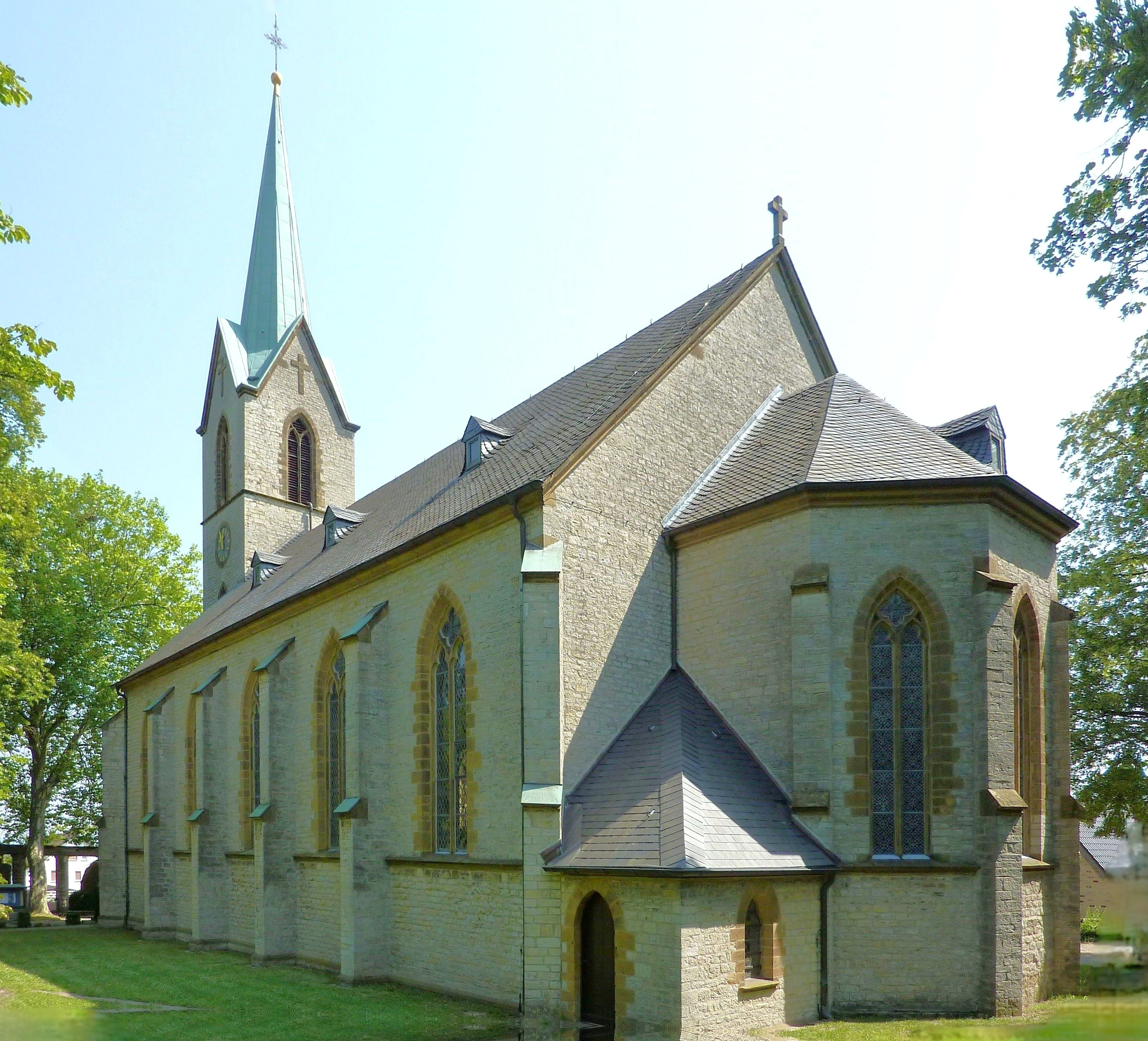
Evangelische Kirche

Bis zur Bildung einer eigenen Kirchengemeinde in der Mitte des 19. Jahrhunderts war Ubbedissen ins Kirchspiel Oerlinghausen eingepfarrt, obwohl Oerlinghausen selber seit jeher zum Fürstentum Lippe gehörte. Die Evangelische Pfarrkirche an der Detmolder Straße wurde in den Jahren 1877 und 1878 nach Entwürfen des preußischen Baumeisters Friedrich August Stüler, einem Schüler Karl Friedrich Schinkels, als dreischiffige Pfeilerhallenkirche in neugotischem Stil errichtet.
Die Ubbedisser Katholiken gehören zur Kirchengemeinde St. Bonifatius in Stieghorst.

## Bildung
In Ubbedissen gibt es mehrere Kindertagesstätten und die Grundschule Ubbedissen.

## Sport
Ubbedissen besitzt einen eigenen Sportverein namens SV Ubbedissen 09. Dieser teilt sich mit der Grundschule Ubbedissen eine Turnhalle sowie einen Kunstrasenplatz, der 2003 errichtet wurde. Mit über 1150 Mitgliedern gehört der SV Ubbedissen zu den größten Vereinen in Bielefeld. Der Verein besitzt Abteilungen für Fußball, Volleyball, Schach, Aerobic, Leichtathletik, Turnen, Tischtennis, Basketball, Badminton, Wandern und seit Juni 2025 auch Dart. 
Seit 2010 nutzen Sportverein und Grundschule eine neue Doppelturnhalle.

## Verkehr

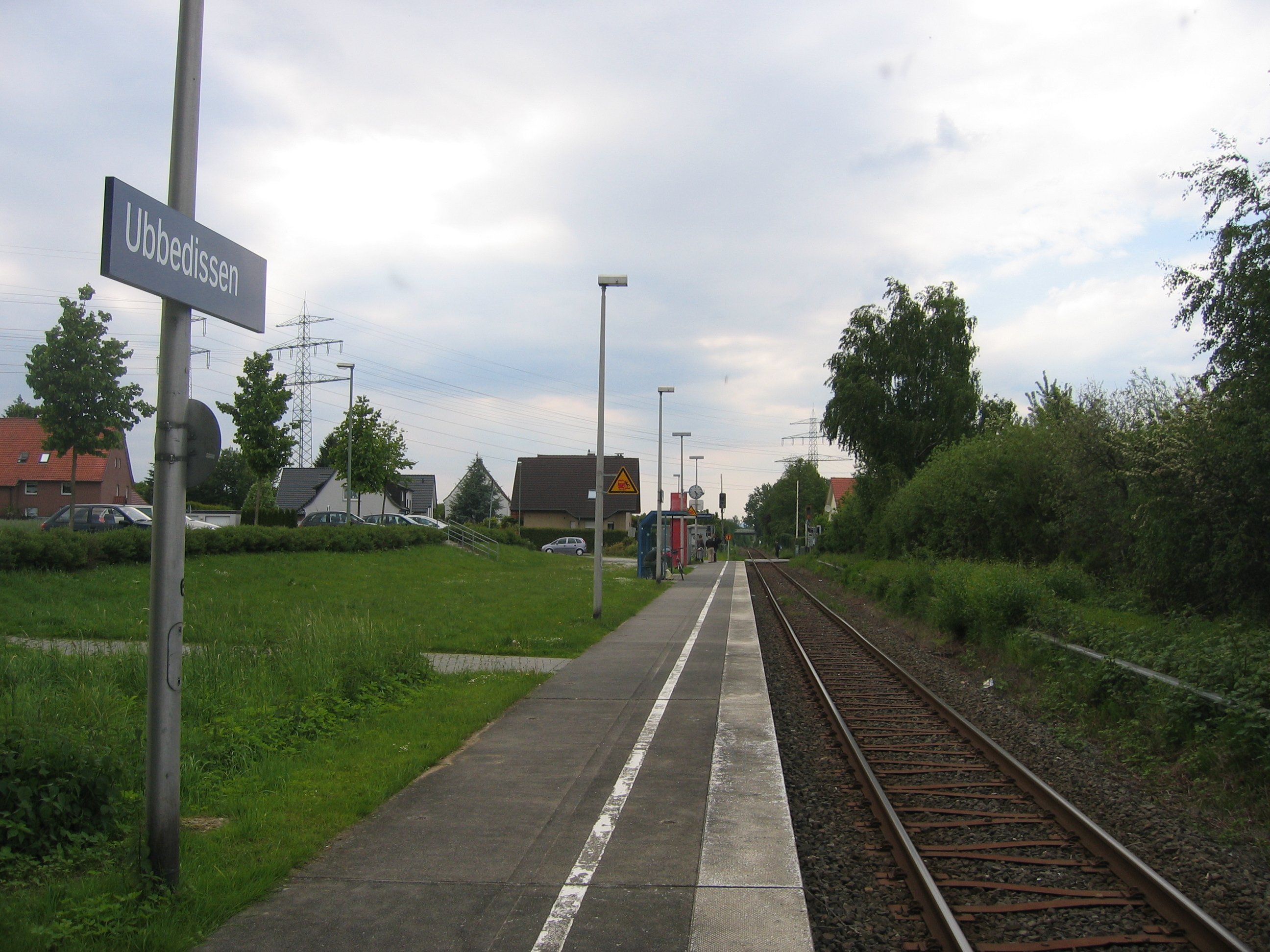
Haltepunkt Ubbedissen

Die Bundesautobahn 2 führt westlich an Ubbedissen vorbei und kann über die Bundesstraße 66 erreicht werden, die im Bereich von Ubbedissen autobahnähnlich ausgebaut ist. Die wichtigste innerörtliche Straße in Ubbedissen ist die Detmolder Straße.
Im Schienenverkehr verfügt Ubbedissen über einen Haltepunkt an der Bahnstrecke Bielefeld–Lemgo, die seit 1904 durch Ubbedissen führt. Auf dieser Strecke betreibt die Eurobahn im Stundentakt die Regionalbahnlinie 73 „Der Lipperländer“. 
Die Buslinien 38 und 138 verbinden Ubbedissen mit der Endhaltestelle Stieghorst der Linie 4 der Stadtbahn Bielefeld, die Buslinie 369 verbindet Dingerdissen und das südliche Frordissen direkt mit der Bielefelder Innenstadt.

## Natur
Große Teile der Niederungen und des Waldes der Windwehe im Nordosten sind als Naturschutzgebiet ausgewiesen. In Ubbedissen liegt ein Teil des Naturschutzgebietes Windweheniederung mit 29,5 ha Größe. Dieses setzt sich in östlicher Richtung auf dem Gebiet der Gemeinde Leopoldshöhe mit dem ca. 56,5 ha großen Naturschutzgebiet Windwehetal fort.

## Sonstiges
Die Volkssternwarte Ubbedissen wird vom Naturwissenschaftlichen Verein für Bielefeld und Umgegend e. V. betrieben.